# Helene Rother
Helene Rother (1908-1999) fue la primera mujer en trabajar como miembro de un equipo de diseño de automóviles cuando se unió al personal de estilismo de interiores de General Motors en Detroit en 1943. Se especializó en diseños para interiores de automóviles, así como muebles, joyas, complementos de moda y vidrieras.
Fue incluida póstumamente en el Salón de la Fama del Automóvil en 2020.

## Primeros años
Nacida en Leipzig, Alemania, Rother estudió arte en la Kunstgewerbeschule (una escuela de artes aplicadas) de Hamburgo. También se afirma que estudió en la Escuela de la Bauhaus, aunque los detalles de cuándo pudo ser siguen sin estar claros. No hay fechas disponibles y algunas fuentes dicen que fue a la Bauhaus de Weimar (abierta entre 1919 y 1925) y otras señalan a la de Dessau (abierta entre 1926 y 1932).
Rother se mudaría a París, donde diseñó tanto joyería para la alta costura como alfileres de animales en miniatura populares que usaban las mujeres en sombreros y vestidos antes de la Segunda Guerra Mundial.
En 1932, Rother dio a luz a su hija, Ina Ann Rother, cuyo padre más tarde estaría activo en la resistencia francesa y que permaneció como prófugo durante unos años.
Rother huyó de la Francia ocupada por los nazis junto con su hija Ina, de siete años, a un campo de refugiados en el norte de África, donde permanecieron durante cuatro meses antes de encontrar pasaje en un barco que les llevó a Nueva York el 11 de agosto de 1941.

## Carrera
El primer empleo de Rother en Nueva York fue como ilustradora para Marvel Comics. En 1943 se mudó a Detroit, Míchigan, para trabajar en General Motors. Se unió al personal de diseño de interiores y fue responsable de los colores y las telas de la tapicería, la iluminación, los herrajes de las puertas y la construcción de los asientos.
Aunque fue la primera mujer diseñadora de automóviles de Detroit, en ese momento se le restó importancia y, según se informó en un periódico, su salario era de 600 dólares al mes. En este momento el salario promedio era de 200 dólares para un hombre. "Ella fue una de las pocas mujeres que tuvo éxito en el trabajo de un hombre durante una era en la que la gran mayoría de las mujeres ni siquiera podían ver un techo de cristal, porque estaban escondidas detrás de puertas de acero".
En 1947, Rother estableció su propio estudio de diseño en el Fisher Building, donde se especializó en diseños para interiores de automóviles, muebles y vidrieras. Su empresa se llamaba Helene Rother Associates. En 1948 publicó un artículo técnico en un boletín de la Sociedad de Ingenieros de Automoción (SAE) preguntando "¿Estamos haciendo un buen trabajo en los interiores de nuestros automóviles?" Participó en conferencias de la SAE señalando "lo mucho que puede ser y debe ser hecho para mejorar el diseño de interiores de los automóviles y los materiales" utilizados en ese momento, resumiendo lo que determina la calidad en los textiles: "Obtienes exactamente lo que pagas". Su presentación en la conferencia anual también marcó la primera vez en que una mujer se dirigió a la SAE.
En 1949, el Boletín de la SAE informó sobre el trabajo de Rother y sus actividades en defensa de las mujeres en la industria, haciendo constar que sus "esfuerzos han abarcado artículos que van desde joyas y accesorios hasta varios de los automóviles actuales", y la citaron diciendo que "incluso el Ejército está por delante de la industria en el empleo de los talentos de las mujeres".

## Nash Motors
Pronto fue contratada por Nash Motors, compañía para la que diseñó los elegantes interiores de la mayoría de sus modelos desde 1948 hasta 1956. Incluso los vehículos económicos de la gama Nash Rambler fueron promocionados de manera destacada por su "glamour irresistible" sobre ruedas. El innovador Rambler con una distancia entre ejes de 100 pulgadas (2540 mm) se concibió inicialmente como un descapotable bien equipado con su interior diseñado con la ayuda de Rother como consultora. Nash utilizó una estrategia para dar al nuevo Rambler una imagen pública positiva, al evitar que el público lo viera como un "pequeño coche barato". Estaba "bien equipado y con estilo", y sin versiones "reducidas". El enfoque en el diseño y las características de calidad ayudó a establecer un nuevo segmento en el mercado del automóvil, ya que el Rambler es ampliamente reconocido como el primer automóvil compacto estadounidense moderno de éxito.
Rother diseñó los interiores del Rambler para atraer la mirada femenina, porque sabía lo que las mujeres buscaban en un automóvil y sus diseños presentaban telas elegantes, caras y con estilo que combinaban en colores y acabados. Los nuevos modelos Rambler de 1951 también recibieron "el toque personalizado" con telas y colores seleccionados por Rother que "equivalían a los mejores interiores de los coches de lujo estadounidenses de la época".
Hizo una gira por el Salón del Automóvil de París de 1951 y fue la primera mujer en dirigirse a la Sociedad de Ingenieros Automotrices en Detroit. En 1953, Nash recibió la Medalla Jackson, "... desde 1898, uno de los premios más codiciados de Estados Unidos", según un anuncio, por la excelencia del diseño. Muchos folletos de ventas de Nash y anuncios de Rambler de la época presentaban la anotación: "Estilo de Pinin Farina e interiores de Madame Helene Rother de París", como prueba de la influencia europea en el estilo de los automóviles de la empresa. Rother consultó con Pinin Farina, quien diseñó el exterior de los Nash Airflyte de 1953, para coordinar con los interiores y las nuevas telas personalizadas. En 1954, los Ambassador de Nash tenían una gran baza a su favor: el interior completamente nuevo de Rother. Ese año, Nash se fusionó con Hudson para crear American Motors Corporation (AMC), pero su influencia en la moda interior de los automóviles continuó.

## Otros trabajos
Rother compró una casa en Chicago Boulevard en Detroit, con viviendas arriba y un estudio abajo, donde continuó con otro trabajo independiente de consultoría. Entre sus clientes se encontraban varias empresas fabricantes de neumáticos, así como empresas no automotrices. También fue responsable de diseñar los interiores de ambulancias y coches fúnebres para la compañía Miller-Meteor.
Diseñó un juego de cubiertos de plata esterlina llamado "Skylark" para Samuel Kirk & Son, firma de artesanos de plata desde 1815, que la compañía fabricó desde 1954 hasta finales de la década de 1980. La marca y el logotipo de Skylark expiraron en 1997.
Más adelante decidió que quería volver a producir objetos artísticos, así que visitó Europa, donde vio la ingente tarea que quedaba para restaurar o reconstruir las iglesias y catedrales dañadas por la guerra. También diseñó vitrales para iglesias en los Estados Unidos, con diversas realizaciones a mediados de la década de 1960, principalmente en Míchigan. Los ejemplos incluyen la Iglesia Metodista Unida de Beverly Hills en Beverly Hills, y la Catedral de St. Lazarus Ortodoxa Serbia en el noreste de Detroit, con todo el vidrio facetado en "trozos" gruesos, que fue fabricado en Francia. En 1962, la Iglesia Unida de Cristo de St. James en Dearborn se inauguró con las ventanas y el retablo diseñados por Rother. También diseñó vidrieras para una catedral moderna, Nuestra Señora Reina de la Paz, en Harper Woods (Míchigan). Usó  piezas gruesas de vidrio (con un espesor de 1 pulgada (25 mm)), que consistían en doce marcos triangulares alargados que se unían en la parte superior del círculo. El vidrio fue seleccionado y fabricado en pequeñas piezas por un grupo familiar de artesanos en Buche, un suburbio de París, antes de ser enviado desde Francia para el ensamblaje final durante la construcción.
Rother sigue siendo relativamente desconocida en el mundo de las vidrieras, ya que las mujeres que diseñaron vidrieras, ya sea de forma independiente o bajo un nombre de estudio importante, en su mayoría no eran reconocidas en ese momento.
En sus últimos años también pasó tiempo en su granja de cría de caballos cerca de Metamora (Míchigan).

## Legado
En 1953, Tide, una revista que cubría las tendencias y la industria de las ventas y la publicidad, escribió: "Una mujer muy atractiva, con la que me he encontrado en la periferia de la publicidad, es Madame Helene Rother, lo suficientemente bonita y vivaz como para servir como un prototipo de mujer parisina. Es una diseñadora industrial con un historial impresionante".
Según el historiador automotriz Patrick Foster, Rother es una de las personas importantes en la industria automotriz que ha sido pasada por alto u olvidada. No fue la primera mujer en trabajar en estilismo; sin embargo, "fue una de las primeras pioneras y una de las mejores".
Rother ha sido identificada como el "santo patrón" del Concurso de Elegancia de Las Vegas, y el diseño de los trofeos consiste en un busto inspirado en sus facciones.
En 2020, el Salón de la Fama del Automóvil reconoció sus contribuciones póstumamente por "su influencia en el estilo y el diseño de los interiores de los vehículos".